# Alberto Ramos (cyclisme)
Pour les articles homonymes, voir Ramos.
Ramos  Varas est un nom espagnol. Le premier nom de famille, en général paternel, est Ramos ; le second, en général maternel, souvent omis, est Varas.
Alberto Ramos, né le 25 mai 1992 à Santiago de los Caballeros, est un coureur cycliste dominicain. Il court principalement dans son pays natal et aux États-Unis. 

## Biographie
Lors de la saison 2017, Alberto Ramos devient double champion de République dominicaine sur piste, dans la vitesse individuelle et le kilomètre. Il s'impose par ailleurs sur une étape de la Vuelta a la Independencia Nacional, inscrite au calendrier de l'UCI America Tour. Trois ans plus tard, il se classe deuxième du championnat de République dominicaine du contre-la-montre. Il représente également son pays aux championnats panaméricains de 2022, organisés en Argentine. 
En mars 2024, il remporte une nouvelle étape de la Vuelta a la Independencia Nacional. Cette édition ne fait toutefois pas partie du calendrier de l'UCI.

## Palmarès sur route

### Par année
- 2017
  - 6e étape de la Vuelta a la Independencia Nacional
- 2020
  - 2e du championnat de République dominicaine du contre-la-montre
- 2021
  - Copa Cero de Oro
- 2022
  - CRCA Dave Jordan Central Park Classic
- 2023
  - 2e de l'Historic Riverton Criterium
- 2024
  - 5e étape de la Vuelta a la Independencia Nacional
  - 2e étape du Tour du Nicaragua (contre-la-montre par équipes)
- 2025
  - 4e étape du Tour por la Paz
  - 6e étape de la Vuelta a la Independencia Nacional

### Classements mondiaux
| Année                                 | 2017  | 2018 | 2019 | 2020 | 2021 | 2022  |
| ------------------------------------- | ----- | ---- | ---- | ---- | ---- | ----- |
| Classement mondial                    | 2214e | nc   | nc   | nc   | nc   | 2885e |
| UCI America Tour                      | nc    | nc   | nc   | nc   | nc   | 504e  |
|                                       |       |      |      |      |      |       |
| Légende : nc = non classéSource : UCI |       |      |      |      |      |       |

## Palmarès sur piste

### Championnats nationaux
- 2017
  -  Champion de République dominicaine de vitesse
  -  Champion de République dominicaine du kilomètre